# Роос, Луи
Луи Роос (фр. Louis Roos; род. 7 декабря 1957, Страсбург) — французский шахматист, международный мастер (1977).
Чемпион Франции (1977).

## Карьера
В 1975—1977 годах трижды представлял Францию на юношеских чемпионатах Европы и мира. Соревновался в чемпионате Франции, в 1977 году стал чемпионом Франции, в 1976 и 1980 годах — бронзовым призёром. Дважды участник Шахматных олимпиад 1978 и 1980 годов. В 1978 году участвовал в турнире в Амстердаме, который был одним из отборочных перед матчем за звание чемпиона мира по шахматам. В 1999 году в Бишвиллере занял 2-е место на турнире по швейцарской системе (уступил Михаилу Иванову). Высший рейтинг игрока — 2455 баллов, 14-16-е места среди французских шахматистов (на 1 января 1994).

## Семья
Родом из шахматной семьи с большими традициями. Отец, Мишель Роос (1932—2002) — пятикратный призёр чемпионата Франции, мать Жаклин — гроссмейстер шахмат по переписке. Сестра Селин (род. 1953), братья Жан-Люк (род. 1955) и Даниэль (род. 1959) — международные мастера по классическим шахматам.

## Таблица результатов
| Год  | Город             | Турнир          | + | − | = | Результат | Место |
| ---- | ----------------- | --------------- | - | - | - | --------- | ----- |
| 1977 | Ле-Туке-Пари-Плаж | Чемпион Франции |   |   |   | из        | 1     |
| 1978 | Буэнос-Айрес      | 23-я олимпиада  | 3 | 4 | 0 | 3 из 7    |       |
| 1980 | Валлетта          | 24-я олимпиада  | 1 | 2 | 5 | 3½ из 8   |       |
|      |                   |                 |   |   |   | из        |       |

## Изменения рейтинга
| Графики недоступны из-за технических проблем. См. информацию на Фабрикаторе и на mediawiki.org. |